# دانشگاه گراتس
دانشگاه گراتس (به آلمانی: Karl-Franzens-Universität Graz)، یک دانشگاه دولتی در شهر گراتس، اتریش می‌باشد که در سال ۱۵۸۵ تأسیس شده‌است. این دانشگاه بزرگ‌ترین و قدیمی‌ترین دانشگاه در اشتایرمارک و دومین دانشگاه قدیمی و بزرگ در اتریش محسوب می‌شود.

## دانشکده‌ها
دانشگاه گراتس دارای ۶ دانشکده می‌باشد که شامل:
- دانشکده الهیات کاتولیک
- دانشکده حقوق
- دانشکده کسب وکار، اقتصاد و علوم اجتماعی
- دانشکده هنر و علوم انسانی
- دانشکده علوم طبیعی
- دانشکده محیط زیست و آموزش

## رنکینگ
در رتبه‌بندی دانشگاه‌های جهان QS در سال ۲۰۲۰ دانشگاه گراتس در رده ۵۵۰–۵۴۱ دنیا قرار گرفته‌است. همچنین در رتبه‌بندی مؤسسه تایمز در سال ۲۰۲۰ این دانشگاه رتبه ۶۰۰–۵۰۱ را در بین دانشگاه‌های جهان از آن خود کرده‌است.

## نگارخانه

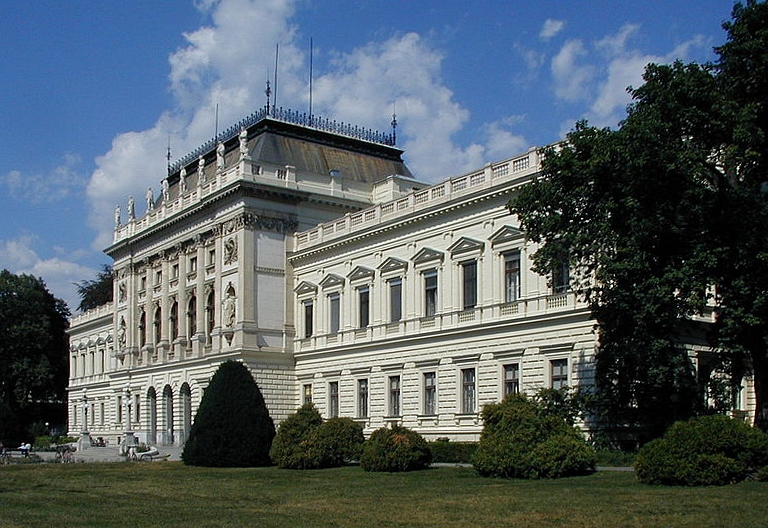
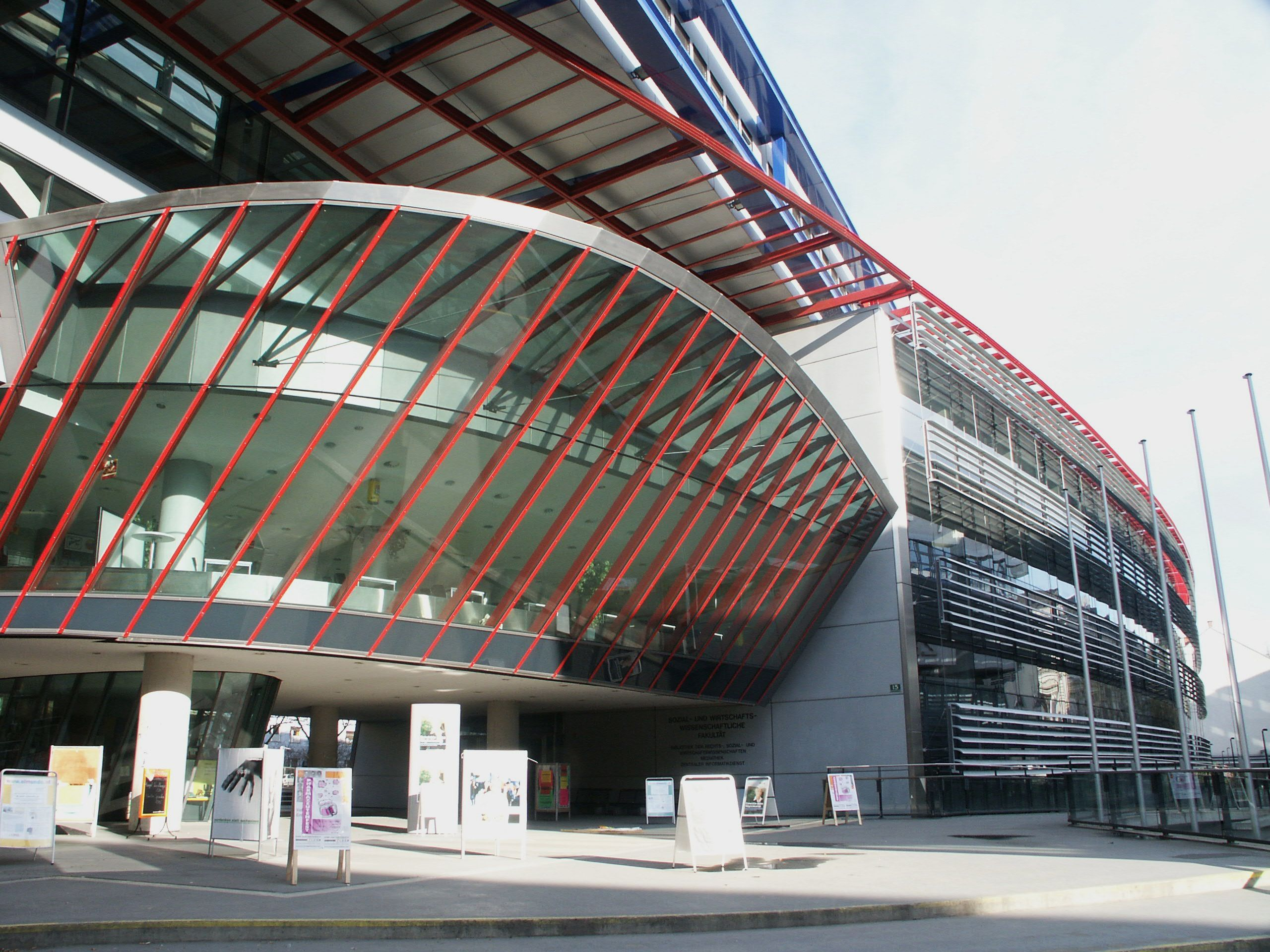
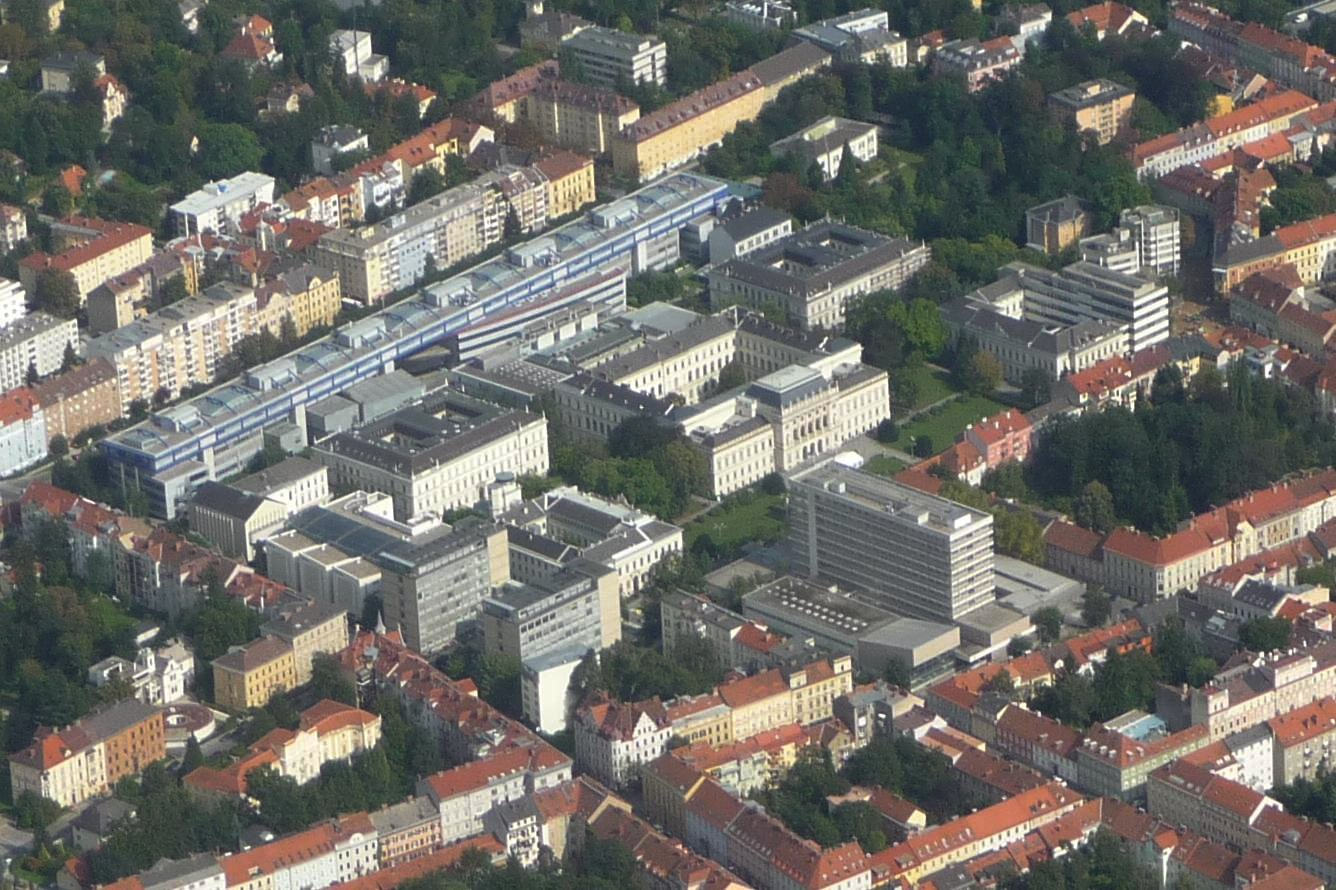
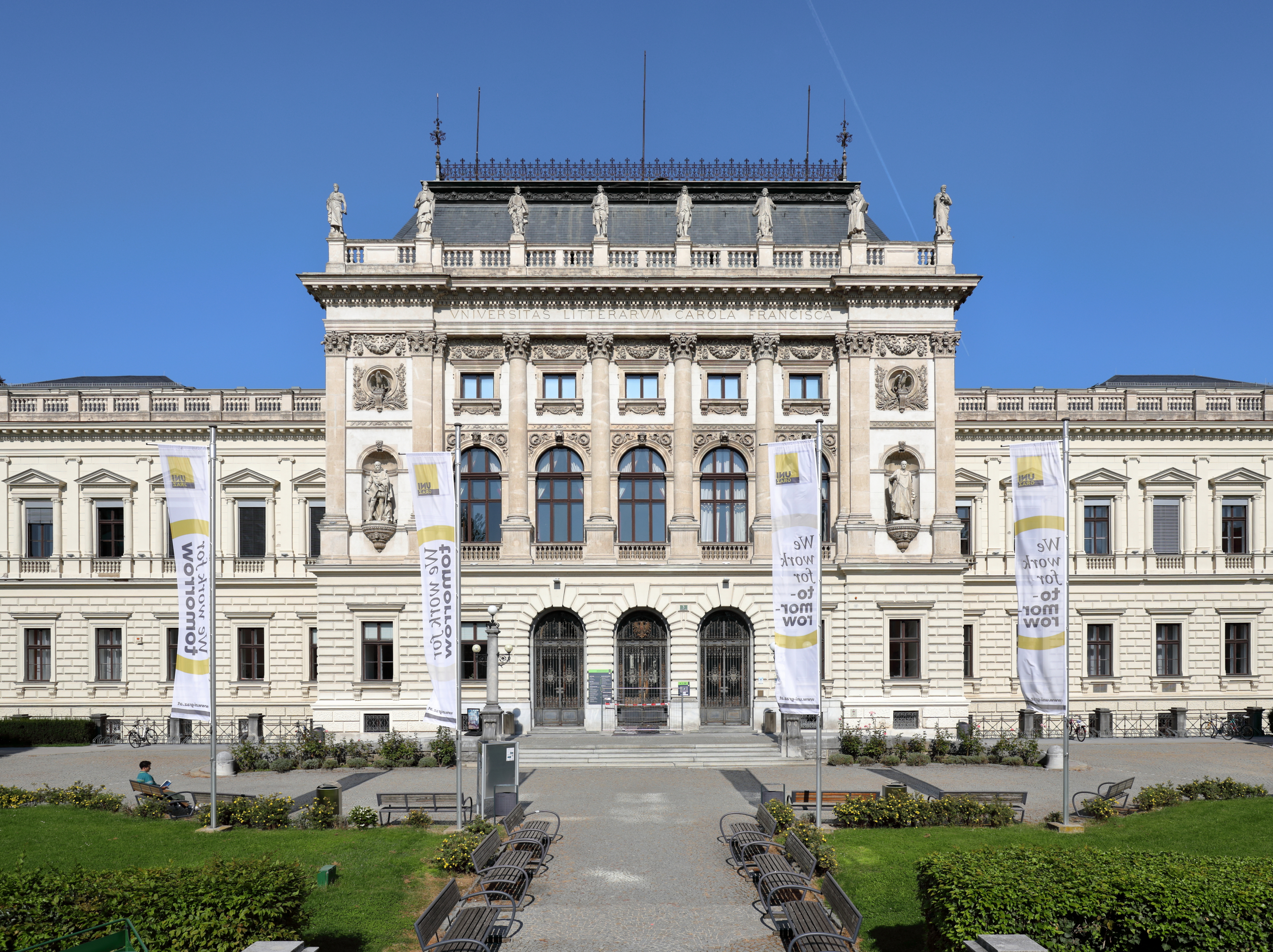

## برندگان جایزه نوبل
- اروین شرودینگر
- اتو لوی
- یولیوس واگنر-یاورگ
- فریتس پرگل
- والتر نرنست
- ویکتور فرانتس هس
- گرتی کوری
- ایوو آندریچ
- کارل فون فریش